# Демерджи, Иван Филиппович
Иван Филиппович Демерджи (1833 — 3 июня 1896, Евпатория, Таврическая губерния) — русский евпаторийский купец 2 гильдии греческого происхождения, солепромышленник, активный общественный деятель. Городской Голова Евпатории (1883—1886).

## Биография
Родился в семье евпаторийского купца 2 гильдии, турецкоподданного анатолийского грека Филиппа Панайотова Демерджи и Марфы Феофановой Демерджи.

### Общественная деятельность
За годы Крымской войны (1853–1856) количество жителей  Евпатории  значительно сократилось. В городе осталась треть населения. После окончания войны начался беспрерывный процесс возвращения местного населения, а также приток людей из внутренних губерний России, Молдавии и Турции. Первая партия прибывших составила около 2000 человек. Евпаторийский купец Евстафий Хрисонопуло организовал приём прибывающих . Вместе с другими купцами он взял на  себя расходы на их содержание и размещение. Демерджи со своей командой встречал пароходы и на своих подвозных лодках осуществлял доставку вновь прибывших людей и их имущества на берег. Все работы осуществлялись безвозмездно.
Большая часть домов в Евпатории была уничтожена. После окончания войны, Демерджи участвовал в восстановлении  разрушенного города вместе с купцами Пампуловым, Синани и Тонгуром.
За проявленную деятельность евпаторийские купцы были представлены к наградам.
В 1872 году впервые был избран евпаторийским городским гласным. В связи с нехваткой денег в городской казне, первое время служил без жалованья.
Неоднократно избирался городским, уездным земским гласным.
Осуществлял надзор над  земской больницей (1873).
14 сентября 1873 года он выступил на заседании Думы с замечаниями по больнице и предложениями по их устранению. Он также поднял вопрос о доступности лечения в земской больницы для бедных слоёв населения. Демерджи сказал "Возникает вопрос, каким путём лицо беспомощное, наш южный пролетарий, живущий изо дня в день заработками, может заплатить деньги за лечение, когда болезнь отняла у него даже средства к жалкому существованию, справедливость требует, чтобы за подобных личностей платило бы общество." Он предложил ввести налог для создания фонда для бедных.
- Почётный попечитель первого приходского Евпаторийского училища (с 1881 по 1896 год).[7] Из попечителей особенно выделялись своей деятельностью и пожертвованиями Топалов, Тонгур, Васильев, Демерджи, Золотухин.[6]
- Член Совета Земских училищ от города (с 5 сентября 1880 года). В ведении Совета в 1884 году находились 2 приходских училища, 1 ремесленная школа в Евпатории, 6 начальных народных училищ в уезде.[8][9]
- Попечитель Евпаторийской женской прогимназии, член попечительского совета .[9]
- Член Симферопольского окружного суда (с 1870 по 1894 год). 24 года беспрерывной  службы в суде.[10]
- Мировой судья по Евпаторийскому уезду Таврической губернии (с 1878 года).[11]
- Почётный Мировой судья по Евпаторийскому уезду Таврический губернии (с 1883 по 1896 год).[12]
- Исключен из списков почётных Мировых судей Евпаторийского уезда 10 июля 1896 года в связи со смертью.[13]
- Являлся директором отделения общества попечительства о тюрьмах по городу Евпатории.

15 августа 1883 года состоялась коронация Государя Императора Александра третьего. Городскими властями Евпатории было организовано торжественное празднования этой знаменательной даты. Город  преобразился до неузнаваемости: "триумфальные арки, флаги, вензеля и тысячи плошек, зажжённых вдоль набережной, на куполе старинной мечети и на минаретах придали празднеству фантастический вид." В порту расположились в ряд 40 судов, украшенных разноцветными флагами. На гимназическом плацу была организована эстрада, вдоль которой выстроились военные в парадной форме. Один за другим на площади были проведены молебны на пяти языках. Первыми отслужили службу представители православного духовенства, вслед за ними-представители  армяно-григорианской веры. Затем появилась "..караимская процессия с их духовенством в полном облачении и со свитками Торы в футляре из цельного серебра.." Затем ними следовало  мусульманское духовенство с хором мальчиков, поющих гимны. Завершающими были представители еврейского духовенства. После произнесённых слов "Многая лета", салютовали пушки. Тысячи горожан приняли участие в празднике. Площадь и прилегающие к ней улицы были заполнены людьми. После официальной части последовало угощение населения за счёт города. "Городской Голова И.Ф.Демерджи предложил тост за здоровье Августейшего Венценосца и шампанское полилось рекой. Радушный хозяин города угощал всех в продолжении трёх часов не сходя с эстрады..." Городские гуляния с танцами и песнями продолжались в течение трёх дней. Три ночи горела праздничная иллюминация и небо светилось  от  фейерверков. Старожилы Евпатории не помнили такого всенародного веселья.
В 1885 году, во время нахождения Демерджи на посту Головы Евпатории, городская Дума, находя полезным для города создание такого лечебного учреждения ,   поддержала ходатайство врачей С. И. Ходжаша и С. П. Цеценевского о взятии части земли у озера Мойнаки в аренду для строительства грязелечебницы. 1 сентября 1885 года был заключён контракт на 30 лет с условием, что в течение 3 лет будут построены здания грязелечебницы, а по истечении срока аренды здания будут переданы в пользу города бесплатно. В марте 1886 года грязелечебница была готова к приёму больных. Время подтвердило правильность выбранного решения, было положено начало для развития города-курорта.

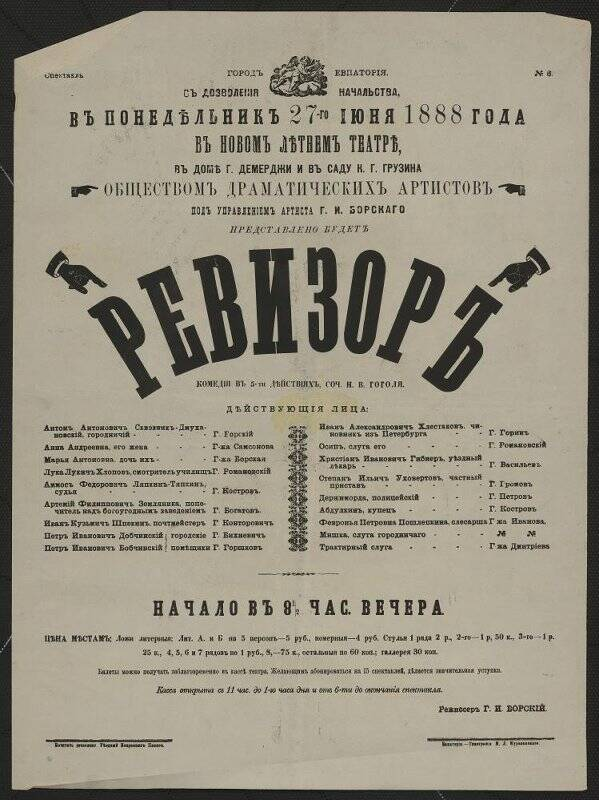
Афиша с исполнителями. "Ревизор". Евпатория, Летний театр в саду К.Г. Грузина в доме Демерджи. Труппа русских артистов под управлением Г.И. Борского

При городском Голове Демерджи в 1886 году был открыт Первый городской театр, что явилось значимым событием в культурной жизни Евпатории. Театр находился в саду Грузина К.Г. на Старом бульваре (ныне сад Караева). В 1888 году Демерджи предоставил свой дом , располагавшийся в саду Грузина К.Г. для городских театральных представлений. На сцене театра  выступали артисты  российского  драматического  общества. На суд зрителей были представлены спектакли разных жанров. Театральная жизнь в городе была насыщенной и интересной, о чём свидетельствуют многочисленные афиши,  хранящиеся в Государственном центральном театральном музее имени А.А.Бахрушина.

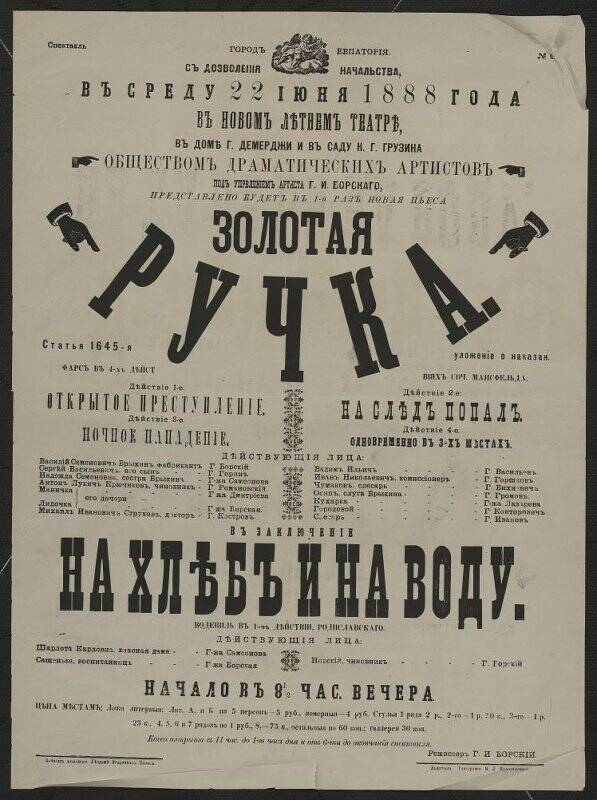
Афиша с исполнителями. "Золотая ручка или Статья 1645 уложения о наказаниях"; "На хлеб и на воду". Евпатория, Летний театр в саду К.Г. Грузина в доме Демерджи. Труппа русских артистов под управлением Г.И. Борского

5 мая 1886 года, находясь в Крыму, император Александр третий с супругой, прибыли на торжественный парад в городе Севастополе. На Царской пристани  императору были представлены делегации от Симферополя, Мелитопольского  уезда, Евпатории. Евпаторийскую делегацию имели честь представлять городской голова Демерджи, гласные Морозов, Баринов, Хатип и др.

### Купеческая деятельность
18.04.1859 причислен к купцам второй гильдии.
Являлся крупным солепромышленником Евпатории и Евпаторийского уезда. Арендовал озёра для добычи соли: Мойнакское с Солончаком,  Биюк- Кенегезское, Актачинское, Сакское, Ойбурское. На Ойбурском озере Иван Филиппович с братом Василием Филипповичем добывали до 800 тысяч пудов соли.
Занимался  рыбной промышленностью. Являлся собственником двух рыбных заводов. Один завод располагался в деревне Карадори Евпаторийского уезда, в имении генерал-майора Попова (в районе Тарханкутского маяка), другой - в деревне Шейхлар, в имении Шувалова. В основном работали с рыбой кефаль.
Являлся владельцем хлебной конторы.

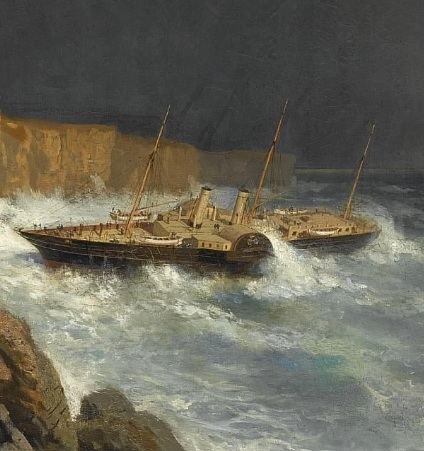
Крым. Крушение имп.яхты "Ливадия" в 1878 году. (картина)

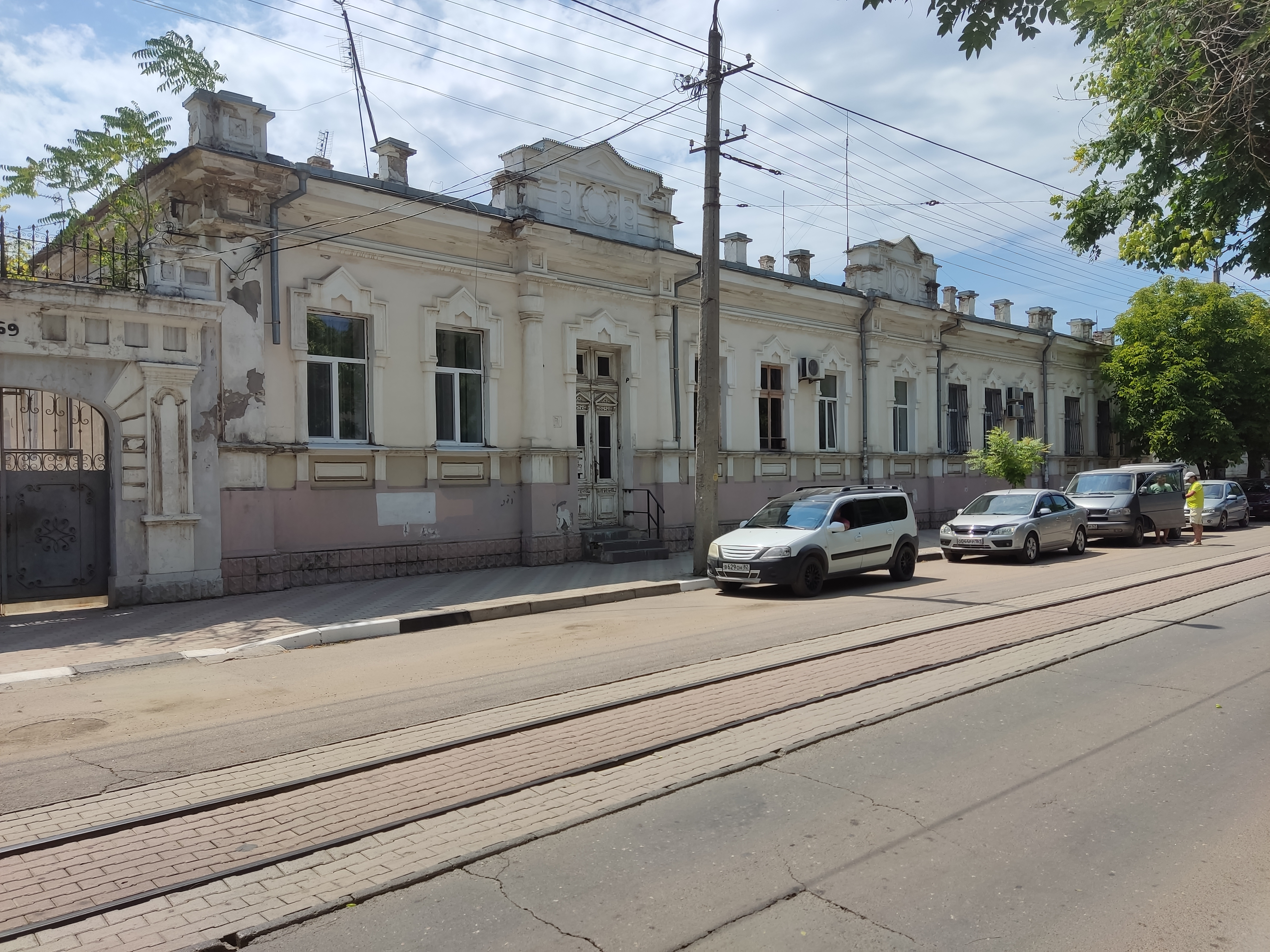
Дом Демерджи по ул. Революции в Евпатории

Братья Иван и Василий Демерджи, купцы второй гильдии, состояли в обществе для содействия русского торгового мореходства. В частной собственности у них находились 6 кораблей-бригов :  «Эвангелистра» , « Евангелизмость», «Козьма Демиан»,« Апостол Лука» ,« Святой Николай» ,                       « Протекция».
Императорская яхта "Ливадия", построенная в 1872 году, обладала высоким уровнем комфорта, богатым царским интерьером и была оснащена  самой современной техникой того времени, в том числе боевой. Длина ёё составляла 81 метр. Единственная, в составе Русского Флота,  яхта императора, участвовшая в Русско-Турецкой войне 1877—1878. В ночь с 21 на 22 октября 1878 года, на пути из Севастополя в Одессу, в районе Тарханкутского маяка, наскочила на подводные камни. Команда была спасена и ценные вещи удалось вывезти на берег. Сам корабль, после многочисленных попыток, спасти не удалось.
По прошествии времени, в 1883 году, Правительство России передало затонувшую яхту евпаторийскому купцу Демерджи, для спасения её уцелевших частей, на условиях передачи одной трети стоимости спасённых материальных ценностей в казну. Для проведения таких сложных подводных работ Демерджи привёз из Константинополя опытных водолазов и необходимую технику, пневматические колокола и пороховые взрывные мины. Работы велись более месяца при неблагоприятных погодных условиях. Сильный порывистый ветер, шторм и высокие, крутые обрывы затрудняли доставку поднятых материалов на берег. Несмотря на трудности, работа провелась очень успешно. Со дна моря удалось извлечь много ценных материалов и уцелевшие части паровой машины. "Берег с каждым днём загромождался добычей извлечённых из недр морских материалов." Условия договора были выполнены.
Демерджи с семьёй проживал в Евпатории, в собственном доме по улице Мясницкой (в районе Текие-дервишей).
Он приобрёл для своих сыновей дома в Евпатории: одному в Узком переулке, второму дом на Зелёной улице. И для одного из сыновей приобрёл поместье П. Л. Августиновича в деревне Ораз Евпаторийского уезда (ныне деревня Колоски).
Ныне Дом Демерджи по адресу ул. Революции, 69 / ул. Братьев Буслаевых, 16, литер «А» объект культурного наследия регионального значения  Объект культурного наследия народов РФ регионального значения. Рег. № 911911337970005 (ЕГРОКН).
Демерджи построил здание гостиницы «Бориваж» (на углу улиц Фонтанной и Морской) в конце 19 века. В 1909 году здание перешло Нейману и было реконструировано. Брат Ивана Филипповича, купец Василий Филиппович в 1890 году являлся собственником гостиницы «Россия» (ныне жилой дом на ул. Терешковой, 23). Оба здания располагались рядом, на морском берегу. Гостиница «Россия» была первой гостиницей города, в которой отдыхающим предоставлялись не только удобное жильё и питание в ресторане, но и лечение в специальном ваннном заведении. Напротив была построена городская купальня.
Ныне гостиница Россия, конец 19 века (1890) по адресу Евпатория, ул. Революции, 39/набережная Терешковой, 23 /переулок Купальный, 1- объект культурного наследия регионального значения народов РФ. Номер объекта: 8230356000.

## Награды
- Серебрянная медаль с надписью «За усердие», для ношения на шее  на Аннинской ленте (1872).[27]

- Золотая медаль с надписью «За усердие», для ношения на шее на Станиславской ленте (1879).[28]
- Золотая медаль с надписью «За усердие», для ношения на шее на Аннинской ленте (1883).[29]
- Золотая медаль с надписью «За усердие», для ношения на шее на Владимирской ленте (1888).[30]
- Золотая медаль с надписью «За усердие», для ношения на шее на Александровской ленте (1893) .[31]

## Семья
Родители
- Филипп Панайотов Демерджи (1802 — 1853) — купец второй гильдии.
- Марфа Феофанова Демерджи (1799 —1873)

Братья и сёстры
- Андроник Филиппович Демерджи (10.01.1817 — ?)
- Василий Филиппович Демерджи (02.01.1836 — 07.02.1896) в 1886 году был избран заместителем головы Евпаторийской Городской Управы Н. А. Мамуны[32].
- Савва Филиппович Демерджи (?)

- Елена Филипповна Демерджи (по мужу Грузин) (1840 — ?)
- Евдокия Филипповна Демерджи (по мужу Калафати) (?)

## Память
Умер 3 июня 1896 года. Похоронен на старом евпаторийском кладбище. Ему был установлен памятник: «Это был старинный памятник из белого искрящегося мрамора на четырёхугольном ступенчатом пьедестале. На самом верху изваянный в человеческий рост понуро стоял ангел с молитвенно сложенными руками. На срединной части памятника, среди мраморных дуг и вензелей были вырезаны 2 мраморные площадки в виде свитков. На них надписи: одна арабской вязью, вторая по-русски.» На памятнике также была установлена табличка: «Благодетелю и отцу от братьев Георгия и Константина Хрисонопуло.»
В свидетельстве о смерти указано: «Потомственный Почётный гражданин Joaннъ Филипповъ Демерджи».